# Brundorfer Moor
Brundorfer Moor este o arie protejată (sit de importanță comunitară — SCI) din Germania întinsă pe o suprafață de 11,26 ha, integral pe uscat.

## Localizare
Centrul sitului Brundorfer Moor este situat la coordonatele 53°14′38″N 8°40′04″E / 53.2439°N 8.6678°E.

## Înființare
Situl Brundorfer Moor a fost declarat sit de importanță comunitară în ianuarie 2005 pentru a proteja 1 specie de animale.

## Biodiversitate
Situată în ecoregiunea atlantică, aria protejată conține 7 habitate naturale: Lacuri și iazuri distrofice naturale, Pajiști umede nord-atlantice cu Erica tetralix, Turbării active, Mlaștini turboase de tranziție și turbării mișcătoare, Depresiuni pe substraturi de turbă de Rhynchosporion, Păduri acidofile de stejar bătrân cu Quercus robur pe câmpii nisipoase, Mlaștini împădurite.
La baza desemnării sitului se află o specie protejată de  nevertebrate: libelule (Leucorrhinia pectoralis).